# Teraz Słupsk
Teraz Słupsk – bezpłatny tygodnik miejski, ukazujący się od stycznia 2007 roku na terenie Słupska.
Tygodnik wydawany jest w nakładzie 12 tysięcy egzemplarz. Jego tematyka – dotycząca głównie społeczności, kultury i polityki – dotyczy spraw lokalnych. Wydawcą są Media Regionalne Sp z o.o. Oddział w Koszalinie.